# Nahr El Joura
Nahr El Joura ou le fleuve El Joura est un fleuve libanais issu de ruisseaux saisonniers qui se jette dans la mer Méditerranée à la limite Nord de Byblos (Jbail). Il s'assèche totalement en été et n'est pas navigable.